# كيلسي سميث
كيلسي سميث (بالإنجليزية: Kelsey Smith)‏ هي لاعب هوكي الحقل نيوزيلندية، ولدت في 11 أغسطس 1994 في مدينة نيلسون في نيوزيلندا.

## وصلات خارجية
- كيلسي سميث على موقع اللجنة الأولمبية الدولية (الإنجليزية)
- كيلسي سميث على موقع أوليمبيديا (الإنجليزية)
- كيلسي سميث على موقع اللجنة الأولمبية النيوزيلندية (الإنجليزية)